# Бодрум кале
Бодрум кале, още Подрум кале или Бодрумска крепост (на турски: Bodrum Kalesi, Бодрум Калеси), е крепост в град Бодрум, Западна Турция, на брега на Егейско море. Крепостта е издигната от рицарите хоспиталиери през 1402 г. под името „Св. Петър“ или Петрониум.
Строителството започва през 1404 г. под ръководството на германския рицар-архитект Хайнрих Шлегехолт (Heinrich Schlegelholt). С папски декрет от 1409 г. на строителите е обещано, че ще отидат в рая. Използван е зелен вулканичен камък, като вероятно голяма част от строителния материал е дошла от разположения наблизо мавзолей на Мавзол, като в крепостта са вградени и мраморни колони и барелефи от него.
Първите стени са завършени през 1437 г. Сред първите завършени помещения е и параклисът (вероятно 1406). Състои се от полукръгъл неф и апсида. Около век по-късно (1519 – 1520) е преустроен в готически стил от испански малтийски рицари, чиито имена са изписани в ъглите на фасадата.
За събиране на питейна вода в скалите под замъка са изкопани 14 резервоара. Постижението е забележително за времето и семейството работници получават почетна титла „Burrows“.
В края на 19 и началото на 20 век в крепостта са заточвани редица българи – църковни и революционни дейци, сред които Христо Татарчев, Дамян Груев, Пере Тошев, Христо Матов, Йосиф Даскалов и други.
От 1962 г. в крепостта се намира Музей по морска археология (Museum of Underwater Archaeology), в който са изложени археологически находки, както и намерените през 1982 г. останки от кораб от Улубурунското корабокрушение.